# Clavulinopsis brevipes
Clavulinopsis brevipes är en svampart som beskrevs av Corner 1950. Clavulinopsis brevipes ingår i släktet Clavulinopsis och familjen fingersvampar.   Inga underarter finns listade i Catalogue of Life.